# Reynold Arnould
Reynold H. Arnould (El Havre, 1919 -1980) fue un artista pictórico francés, estudiante con solo 10 años en el École des beaux arts de Ruan, ingresó en 1937 en la de París ganando el Premio de Roma en 1939. Tras una estancia en los Estados Unidos, regresó a la capital francesa en 1952 y fue nombrado director del museo de El Havre y más tarde, de la Gran Palacio de París tras haber dirigido en 1964 los trabajos de acondicionamiento de sus salas por iniciativa del entonces ministro de la educación, André Malraux. Su estilo se inscribe en el futurismo influenciado por las obras de Robert Delaunay.